# Gerard James Patrick O’Daly
Gerard James Patrick O’Daly (* 30. April 1943 in Dublin) ist ein irischer Klassischer Philologe.

## Leben
Er besuchte das Belvedere College und das University College Dublin, wo er Classics (MA, 1965) studierte. Er wurde mit einer Arbeit zum neoplatonistischen Philosophen Plotin an der Universität Bern (Dr. phil. 1968) promoviert und erarbeitete mit seinem Betreuer Willy Theiler den letzten Band der deutschen Ausgabe von Plotin. In den 1980er Jahren war er mehrmals Humboldt-Stipendiat an der Universität Heidelberg und erhielt 1984 die Habilitation in Heidelberg für die Erforschung von Augustinus. Er war mehrere Jahre Mitglied der Redaktion des Augustinus-Lexikons. Zwischen 1969 und 1991 unterrichtete er an den Universitäten Lancaster, Nottingham und Würzburg. Er kam 1991 als Professor für Latein ans University College London.
Seine Forschung konzentriert sich auf Literatur, Religion und geistiges Leben im Römischen Reich zwischen 200 und 500 n. Chr. Gegenwärtig (Frühjahr 2020) arbeitet er hauptsächlich über Plotin und lateinische Poesie des vierten und fünften Jahrhunderts, insbesondere Prudentius.

## Schriften (Auswahl)
- Plotinus’ philosophy of the self. Shannon 1973, ISBN 0-7165-0323-0.
- Augustine’s philosophy of mind. London 1987, ISBN 0-7156-2111-4.
- The poetry of Boethius. London 1991, ISBN 0-7156-2366-4.
- Augustine’s City of God. A reader’s guide. Oxford 1999, ISBN 0-19-826354-6.